# Increase Mather
Increase Mather (Dorchester, 21 giugno 1639 – Boston, 23 agosto 1723) è stato un pastore protestante e scrittore inglese.
Fu fra i personaggi di maggior rilievo nei primi anni di storia della Colonia di Massachusetts Bay e della Provincia della Massachusetts Bay. In qualità di pastore puritano fu partecipe nel governo della colonia e direttore generale dell'Harvard College. È soprattutto noto per il suo coinvolgimento nei processi alle streghe di Salem.

## Biografia

### Primi anni
Mather nacque a Dorchester (Massachusetts) il 21 giugno 1639, figlio del rev. Richard Mather e di Kathrine Holt Mather, giunti in America a seguito della grande emigrazione dei Puritani dall'Inghilterra dovuta al loro dissenso con la Chiesa anglicana. Increase era il più piccolo dei sei fratelli Mather: Samuel, Nathaniel, Eleazar, Joseph e Timothy.
Nel 1651 fu ammesso ad Harvard, dove condivise l'alloggio e studiò sotto la guida del teologo John Norton. Conseguito il Bachelor of Arts, nel 1656 Mather iniziò a prepararsi per esercitare il ministero pastorale e pronunciò il suo primo sermone all'età di diciotto anni. Decise di partire per l'Irlanda dove frequentò il Trinity College a Dublino e conseguì un dottorato in teologia nel 1659. Durante la sua permanenza presso il Trinity College gli fu concesso da Oliver Cromwell di esercitare il ministero presso due chiese in Londonderry. Dopo la morte di Cromwell nel 1659, le nuove autorità gli revocarono l'incarico.

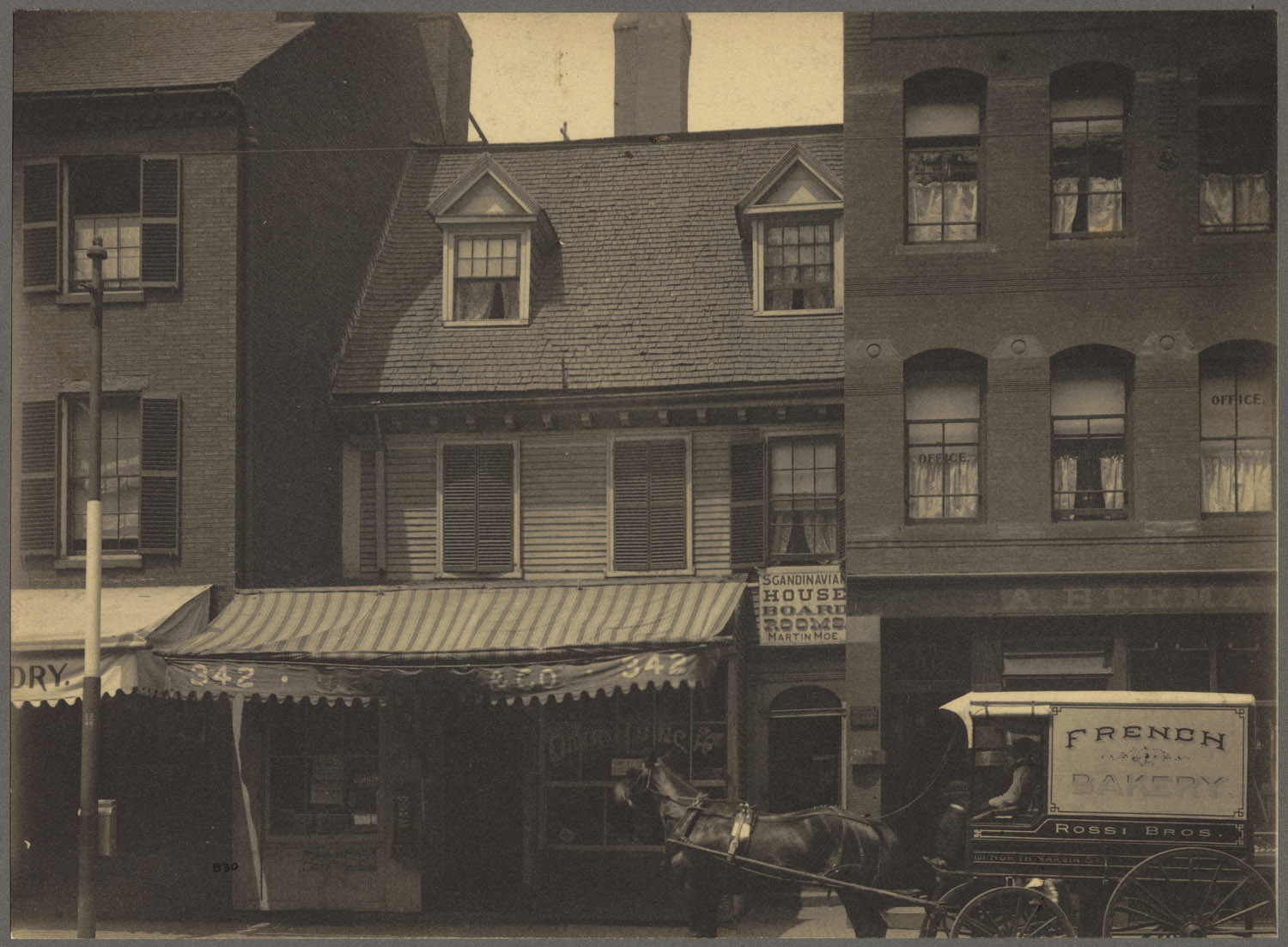
La casa costruita nel 1677 da Increase Mather all'angolo nord di Hanover e North Bennet Streets, a Boston, in una foto del 1898

Fino al 1662 svolse l'ufficio di cappellano presso una guarnigione di stanza a Guernsey una delle Isole del Canale.

### Ritorno in Massachusetts
Nel 1661, a seguito della Restaurazione inglese e della rinascita dell'Anglicanesimo, Increase fece ritorno nel Massachusetts, dove sposò la sua sorellastra Mary Cotton, figlia di John Cotton e Sarah Hankredge. Rimasta vedova, Sarah Hankredge sposò poi Richard Mather, padre di Increase. Nel febbraio del 1663 Mary diede alla luce Cotton Mather. 
Il 27 maggio 1664 Mather fu nominato pastore della Second Church di Boston, nella cui congregazione erano presenti molti rappresentanti dell'alta società e della classe dirigente. Ricoprì questo incarico fino alla morte. In virtù di questa posizione divenne rapidamente una delle persone più influenti della colonia, dal punto di vista sia ecclesiastico sia politico.

### Carriera accademica
Nel 1676 Mather pubblicò A Brief History of the War with the Indians in New-England, un resoconto della Guerra di Re Filippo.
L'11 giugno 1685 fu nominato presidente ad interim della Harvard University (allora nota come Harvard College) e fece rapidamente carriera: poco più di un anno dopo, il 23 luglio 1686, fu eletto rettore. Nel 1692 la stessa università di Harvard conferì a Mather la laurea honoris causa in Teologia, la prima assegnata nel Nuovo Mondo. Il 27 giugno 1692 divenne Presidente della Harvard University, incarico che ricoprì fino al 6 settembre 1701.
Mather fu raramente presente ad Harvard, soprattutto durante il suo mandato di rettore, quando fu lontano dalla colonia per due dei sei anni del mandato. Nonostante le sue assenze, apportò modifiche ai piani di studio con il ripristino dell'insegnamento della lingua greca antica e di quella ebraica, e la sostituzione degli autori classici latini con autori biblici e cristiani. Inoltre modificò i regolamenti, introducendo per gli studenti l'obbligo di frequenza alle lezioni e di residenza presso il campus, e il divieto per gli studenti anziani di molestare le matricole.

### Politica
Benché al suo tempo ci fosse una stretta correlazione fra politica e puritanesimo, Mather si trovò coinvolto in politica solo a seguito degli interventi di Giacomo II d'Inghilterra nella gestione del dominion del New England.
Il New England era governato da Sir Edmund Andros, che era contrario alla dottrina puritana e si comportava quasi come un dittatore assoluto: dichiarò illegali tutte le forme di democrazia diretta, al clero proibì il matrimonio e l'Old South Church di Boston fu usata per celebrare riti anglicani. La Dichiarazione di Indulgenza del 4 aprile 1687, che proibiva discriminazioni nei confronti dei cattolici, provocò un'ulteriore opposizione da parte dei puritani.
Mentre capeggiava l'opposizione contro la revoca da parte di Giacomo II dell'atto costitutivo del Massachusetts, Mather rischiò l'imputazione per tradimento. Tuttavia, eludendo le spie che lo ricercavano, riuscì a raggiungere Londra per presentare una petizione al re. Mentre era impegnato in questa azione presso la corte inglese, Mather, per dar vita a un'opinione pubblica favorevole alle sue posizioni, pubblicò alcuni articoli come A Narrative of the Miseries of New-England, By Reason of an Arbitrary Government Erected there Under Sir Edmund Andros (1688) and A Brief Relation for the Confirmation of Charter Privileges (1691).
A seguito della Gloriosa rivoluzione scoppiata in Inghilterra e del successivo rovesciamento di Andros, alla colonia fu concessa una nuova Carta costitutiva. La Carta del 1692 segnò un progresso rispetto alla precedente con l'attribuzione del potere legislativo, l'emancipazione dei liberi proprietari (precedentemente potevano votare solo gli uomini ammessi in una congregazione) e la fusione della Colonia di Massachusetts Bay con la Colonia di Plymouth. Dopo la deposizione e l'arresto di Andros, Mather appoggiò la candidatura di William Phips come Governatore della Colonia e con lui tornò in Massachusetts, dove arrivarono il 14 maggio 1692.

### I processi alle streghe di Salem
Quale influente membro della comunità, Mather dovette interessarsi, gioco forza, dei processi alle streghe di Salem. Non appena la Corte iniziò gli interrogatori degli accusati di stregoneria, suo figlio Cotton Mather spedì ai giudici una lettera intitolata The Return of Several Ministers Consulted, con la quale esortava alla moderazione nell'uso e nella credibilità di prove ricavate da sogni e visioni. 
Nei mesi di giugno e luglio del 1692, dato che i processi e le conseguenti esecuzioni erano notevolmente aumentati, Mather pronunciò una serie di sermoni volti a calmare l'opinione pubblica eccitata dagli eventi di Salem. In settembre pubblicò Cases of Conscience Concerning Evil Spirits Personating Men, Witchcrafts, infallible Proofs of Guilt in such as are accused with that Crime (più noto come Cases of conscience concerning evil spirits), uno scritto in cui difese l'operato dei giudici, ma al contempo denunciò il loro scriteriato uso di prove legate alle fantasie dei testimoni a carico. Allora si diceva: «Sarebbe meglio che dieci sospettate di stregoneria vadano assolte piuttosto che una sola persona innocente venga condannata». 
In seguito la sua reputazione non trasse vantaggio dal suo coinvolgimento e dalla collaborazione prestata nei processi, né dal suo successivo rifiuto di denunciarne lo svolgimento, probabilmente motivato dalla sua amicizia di lunga data con i magistrati coinvolti. Increase Mather fu anche calunniato e diffamato da Robert Calef nell'opera More Wonders of the Invisible World (nota anche come More Wonders of the Spiritual World).

### Ultimi anni di vita
Dopo la morte di Maria nel mese di agosto del 1714, Increase si risposò. Il 27 settembre 1722 cadde in uno stato comatoso e fu costretto a letto. Agli inizi del mese di agosto del 1723 ebbe problemi alla vescica e morì il successivo 23 agosto a Boston, dove venne sepolto nel cimitero di Copp's Hill.

## Il puritanesimo di Increase Mather
Durante la sua vita Mather fu un convinto puritano, pronto a opporsi contro tutto ciò che si dimostrasse in aperta contraddizione con il suo credo, tutto ciò che si escludesse vicendevolmente oppure che in potenza potesse "distoglierlo" dalla sua fede. Inizialmente si oppose al Half-Way Covenant (una forma di ministero religioso part time), ma in seguito ne divenne un convinto sostenitore.
Mather credeva fermamente che Dio intervenisse nella vita quotidiana e che fenomeni atmosferici anomali, particolari situazioni politiche, attacchi degli indiani, incendi, alluvioni e altre calamità fossero punizioni divine. Si prodigò affinché la comunità aderisse alla sua idea di moralità, facendo ricorso alle geremiadi per combattere l'indifferenza e ottenere che i funzionari governativi facessero rispettare la pubblica morale.